# Àcid caprílic
L'àcid octanoic (també conegut pel nom no sistemàtic és el nom comú de l'àcid caprílic) i és un àcid carboxílic de cadena lineal amb vuit àtoms de carbonis, la qual fórmula molecular és {\displaystyle {\ce {C8H16O2}}}. En bioquímica és considerat un àcid gras i se'l simbolitza com C8:0.

A temperatura ambient és un líquid amb punt de fusió 16,7 °C i punt d'ebullició 239,7 °C. La seva densitat entre 4 °C i 20 °C és de 0,910 g/cm³ i el seu índex de refracció a 10 °C val 1,4285. És soluble en aigua (0,068 g en 100 g d'aigua a 20 °C) i totalment soluble en etanol, cloroform, dietilèter, disulfur de carboni, èter de petroli i àcid acètic glacial.

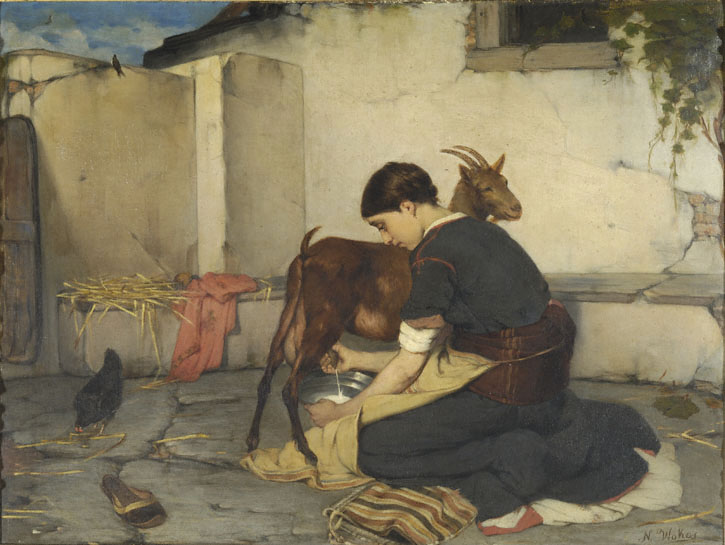
Munyint una cabra

Es troba de manera natural en la llet de diversos mamífers i és un constituent menor de l'oli de coco i l'oli de palma. És un oli líquid mínimament soluble en aigua amb una olor i gust ranci lleugerament desagradable. El seu nom no sistemàtic, àcid caprílic, prové de cabra (capra en llatí), com també el reben altres àcids: àcid caproic (C6) i àcid càpric (C10). Aquests dos àcids junt amb l'àcid caprílic totalitzen el 15 % del greix de la llet de cabra. Fou descobert el 1851 pel químic perpinyanès Jules Bouis (1822-1886) al temps que descobrí l'alcohol caprílic (octanol).

## Usos
L'àcid caprílic es fa servir comercialment en la producció d'èsters usats en perfumeria i per fabricar tints. També es fa servir en el tractament d'algunes infeccions per bacteris gràcies a la capacitat de poder penetrar en les parets cel·lulars de les membranes pot combatre certs bacteris coberts de lípids com Staphylococcus aureus i diverses espècies de Streptococcus. Així mateix és un plaguicida comercial usat en llocs on es processa la llet i begudes. També es fa servir com algicida, bactericida i fungicida en hivernacles i centres de jardineria.
El test de l'alè de l'àcid octanoic es fa servir per detectar el buidament gàstric.